# RORSAT
RORSAT (em inglês: Radar Ocean Reconnaissance SATellite) é a sigla para Satélite de Reconhecimento Oceânico Equipado com Radar. RORSAT é o nome ocidental para os satélites soviéticos Upravlyaemyj Sputnik Aktivnyj (Управляемый Спутник Активный) (US-A). Esses satélites foram lançados entre 1967 e 1988 no intuito de monitorar a OTAN e navios mercantes que possuíam radar ativo.